# Viridasiidae
Die Viridasiidae sind eine Spinnenfamilie aus der Ordnung der Webspinnen. Sie kommen endemisch in Madagaskar und auf den Komoren vor.

## Merkmale
Die Viridasiidae wurden lange Zeit bei den Kammspinnen eingeordnet. Sie unterscheiden sich jedoch von diesen und den anderen Familien der Überfamilie Lycosoidea durch verschiedene Merkmale. Ein wichtiges Unterscheidungsmerkmal ist der Bau der Fußendglieder (Tarsen), die im Gegensatz zu den Lycosoidea nur zwei Klauen tragen. Dies hat Auswirkungen auf das Verhalten und den Nahrungserwerb der Viridasiidae, da die bei den anderen Spinnen für das sichere Ergreifen und Führen des Seidenfadens verantwortliche beborstete Mittelklaue fehlt. Stattdessen haben die Viridasiidae Büschel von Seten auf den Tarsen, die ihnen durch Adhäsionskräfte ein besseres Klettern ermöglichen. Dazu kommen je zwei Paare von Dornen auf der Unterseite der Metatarsen. Auch bei der Fortpflanzung gibt es Unterschiede zu den Kammspinnen. Die Weibchen legen nach der Paarung mehrere Eikokons an, die pendelförmig gebaut sind und mit einem Faden an einer geeigneten Oberfläche aufgehängt werden. Zum Schutz vor Fressfeinden und Parasiten versieht das Weibchen die Kokons zusätzlich mit Elementen des Bodensubstrats, um diese zu tarnen.

## Systematik
Die Viradiisidae wurden schon 1967 durch Lehtinen als Unterfamilie von den übrigen Kammspinnen (Ctenidae) abgegrenzt. 2015 wurde diese Unterfamilie mit zwei Gattungen von Daniele Polotow et al. zur Familie erhoben. Die Viridasiidae gehören vermutlich zur Gruppe der Dionycha, deren Stellung innerhalb der Spinnensystematik jedoch noch nicht geklärt ist.

## Gattungen und Arten
Der World Spider Catalog listet zwei Gattungen mit neun Arten:
- Viridasius Simon, 1889
  - Zebrajagdspinne (Viridasius fasciatus) – Madagaskar
- Vulsor Simon, 1889 – Komoren, Madagaskar
  - Vulsor bidens Simon, 1889 – Komoren, Mayotte
  - Vulsor isaloensis (Ono, 1993) – Madagaskar
  - Vulsor occidentalis Mello-Leitão, 1922 – Brasilien
  - Vulsor penicillatus Simon, 1896 – Madagaskar
  - Vulsor quartus Strand, 1907 – Madagaskar
  - Vulsor quintus Strand, 1907 – Madagaskar
  - Vulsor septimus Strand, 1907 – Madagaskar
  - Vulsor sextus Strand, 1907 – Madagaskar